# Thiha Htet Aung
Thiha Htet Aung (သီဟထက်အောင်; 13 marzo 1996) è un calciatore birmano, difensore del Rakhine Utd.

## Carriera

### Club
Gioca nella massima serie birmana con lo Yangon United, con cui nel 2016 ha giocato una partita in AFC Champions League e 5 partite in AFC Cup.

### Nazionale
Ha giocato 5 partite nel campionato asiatico Under-19 del 2014, al termine del quale la Birmania ha ottenuto la qualificazione ai Mondiali Under-20 del 2015, per i quali Aung è stato successivamente convocato.
Il 30 maggio 2015 ha esordito nei Mondiali Under-20 disputando da titolare la partita persa per 2-1 dalla sua nazionale contro i pari età degli Stati Uniti; ha disputato anche le due successive partite della fase a gironi (al termine della quale la Birmania è stata eliminata dal torneo), contro Ucraina e Nuova Zelanda.
Tra il 2016 ed il 2017 ha ricevuto varie convocazioni in nazionale maggiore, giocandovi anche 2 partite nel 2017.